# VM i håndbold 2029 (mænd)
|  | Denne artikel indeholder information om en fremtidig sportsbegivenhed Der kan forekomme spekulativ information, og indholdet kan ændres dramatisk når arrangementet nærmer sig og mere information bliver tilgængelig. |

Verdensmesterskabet i håndbold for mænd 2029 bliver det 31. VM i håndbold for mænd arrangeret af IHF og afholdes i Frankrig og Tyskland.

## Budproces
I april 2023 annoncerede IHF at de gerne ville modtage bud på at afholde slutrunderne i 2029 og 2031. Tre bud endte med at udtrykke interesse i at afholde slutrunden. De samme tre bud viste interesse for både 2029 og 2031 slutrunderne.
- Danmark/ Island/ Norge[3][4]
- Frankrig/ Tyskland (tidligere sammen med  Schweiz)[5]
- Saudi-Arabien[6][7][8][9]

Den 1. marts skulle buddene være bindende og to bud var tilbage:
- Danmark/ Island/ Norge
- Frankrig/ Tyskland

Frankrig og Tyskland blev tildelt værtsskabet den 16. april 2024 i Créteil, Frankrig for VM i 2029. Danmark/Island/Norge blev tildelt værtsskabet for VM i 2031.